# Ponte coperto
Un ponte coperto è, in genere, un ponte a travature in legno dotato di un tetto e di due pareti che, nella maggior parte dei ponti di questo genere, creano una "chiusura" quasi completa. Lo scopo di questa copertura è quello di proteggere le parti strutturali in legno del ponte dalle intemperie. Ponti scoperti in legno hanno tipicamente una vita media breve a causa degli effetti del sole e della pioggia. I brevi momenti di privacy che si ottengono attraversando questi ponti coperti, hanno loro guadagnato il nome di "ponti dei baci".
Il nome di "ponte coperto" viene comunque attribuito a quei ponti nei quali la copertura non ha la funzione di proteggere dalle intemperie la parte strutturale in legno, ma, ad esempio, riparare i passanti dalla pioggia o i cavalli affinché non s'imbizzarriscano alla vista dell'acqua sottostante. 
Non sono da confondere coi ponti abitati, i quali presentano anche strutture ed edifici permanenti per consentire altre attività umane oltre al semplice transito. 

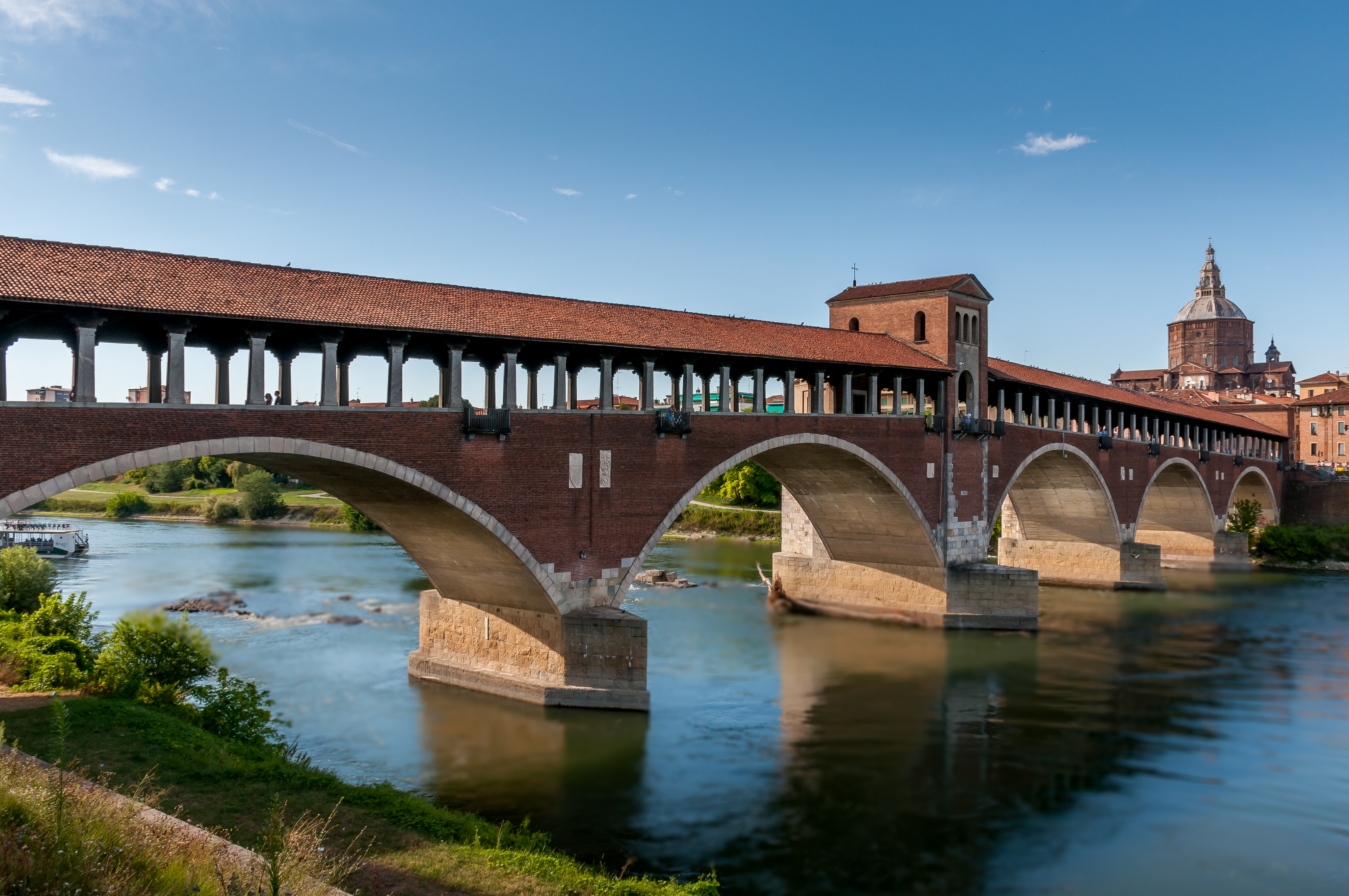
Ponte Coperto di Pavia

## Storia e sviluppi

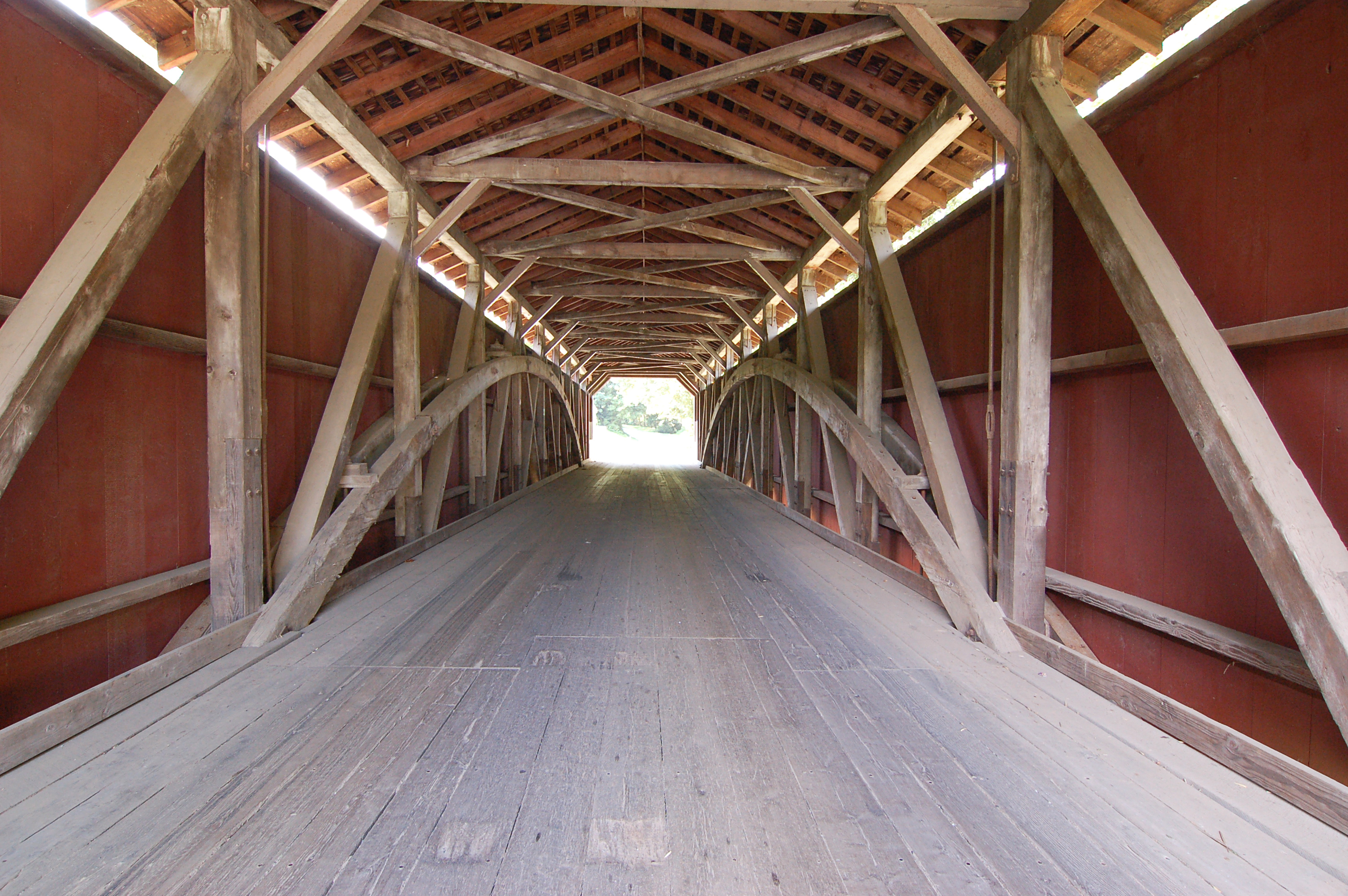
Ponte coperto di Baumgardener sul fiume Pequea nella contea di Lancaster in Pennsylvania, che mostra la struttura protetta dalla copertura.

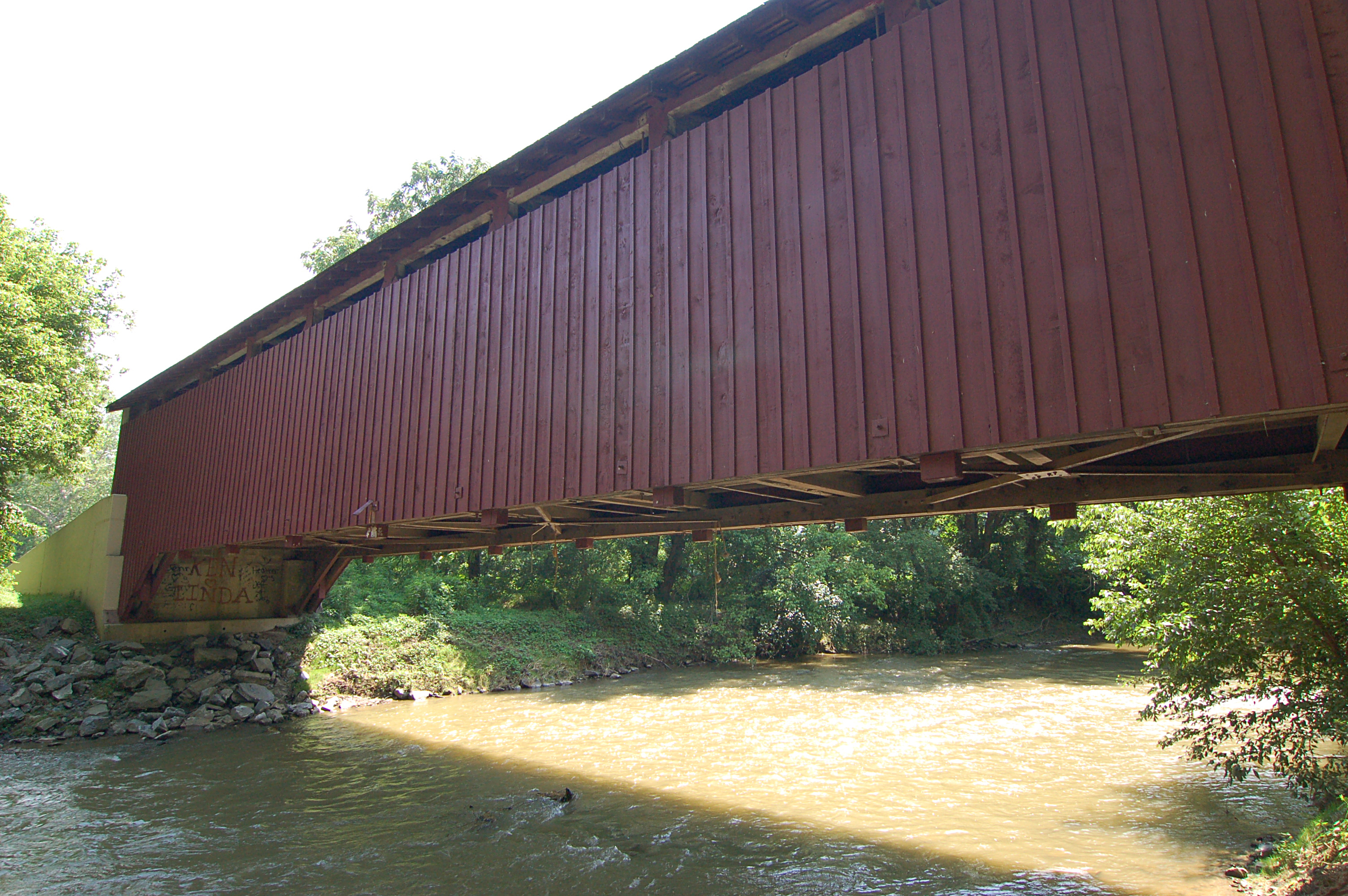
Ponte coperto di Baumgardener come si presenta da un lato all'esterno

I primi ponti con struttura in legno e copertura consistevano in travi orizzontali poggianti su pilastri confitti nel letto del fiume sottostante. Questo metodo di costruzione imponeva che la luce fra i pilastri immersi fosse limitata alla lunghezza massima delle travi. Lo sviluppo di questi ponti in legno aggirò questa limitazione e consentì la costruzione di ponti con luce più ampia di quelli a sola travatura o con struttura ad arco, siano essi in pietra, muratura o legno.
I primi ponti coperti in legno europei avevano configurazioni a capriata. Alcuni tra i primi ponti tedeschi comprendevano alcuni elementi diagonali rinforzanti le travi con corde parallele sia al culmine che alla base. Per risolvere il problema del deterioramento del legno dovuto alle intemperie e al sole, furono utilizzati vari tipi di copertura.
Almeno due ponti coperti vengono considerati i primi eretti negli Stati Uniti d'America. La città di Swanzey dichiara che il proprio ponte di Carleton fu eretto nel 1789, ma il fatto non è stato verificato.
La città di Filadelfia sostiene che un ponte di questo tipo costruito all'inizio del XIX secolo lungo la 30ª strada sul fiume Schuylkill fu il primo. A cominciare dal 1820 circa furono sviluppati nuovi progetti reticolari, quali il ponte Burr, il ponte "a transenne" e il ponte Brown.
Verso la metà del XIX secolo lo sviluppo di ponti meno costosi in ferro battuto e ghisa sostituirono quelli in legno, salvo che nelle località ove il legno adatto era facilmente disponibile.

## Esempi di ponti coperti
Vi sono circa 1600 ponti coperti nel mondo.

### Asia
- Cina: I ponti coperti sono chiamati lángqiáo (廊桥), o "ponti vento e pioggia" a Guizhou, tradizionalmente costruiti dai Dong. Vi sono ponti coperti anche nel Fujian.[8] La contea di Taishun, nel sud della provincia di Zhejiang, provincia vicino al confine con il Fujian, ha più di 900 ponti coperti, molti dei quali vecchi di secoli, così come un museo a ponte coperto.[9][10] Ve ne sono anche un certo numero vicino alla contea di Qingyuan, come in quella di Shouning, nel nord della provincia di Fujian. Il ponte di Xijin è uno dei più grandi.

#### Fotografie di ponti coperti in Asia

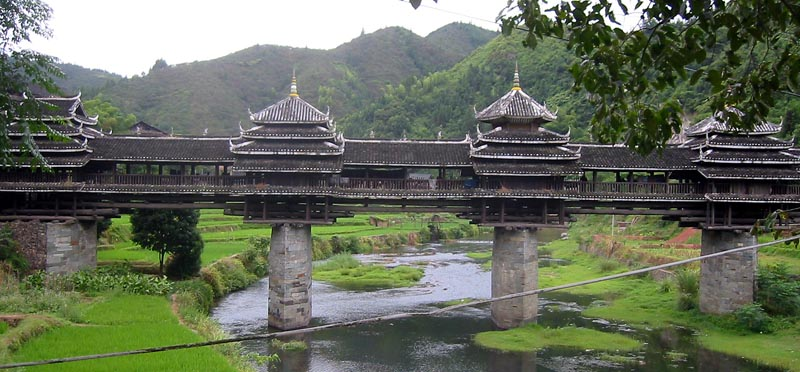
Il ponte di Chengyang, sul fiume Linxi, nel villaggio Ma'an, regione di Guangxi, Cina
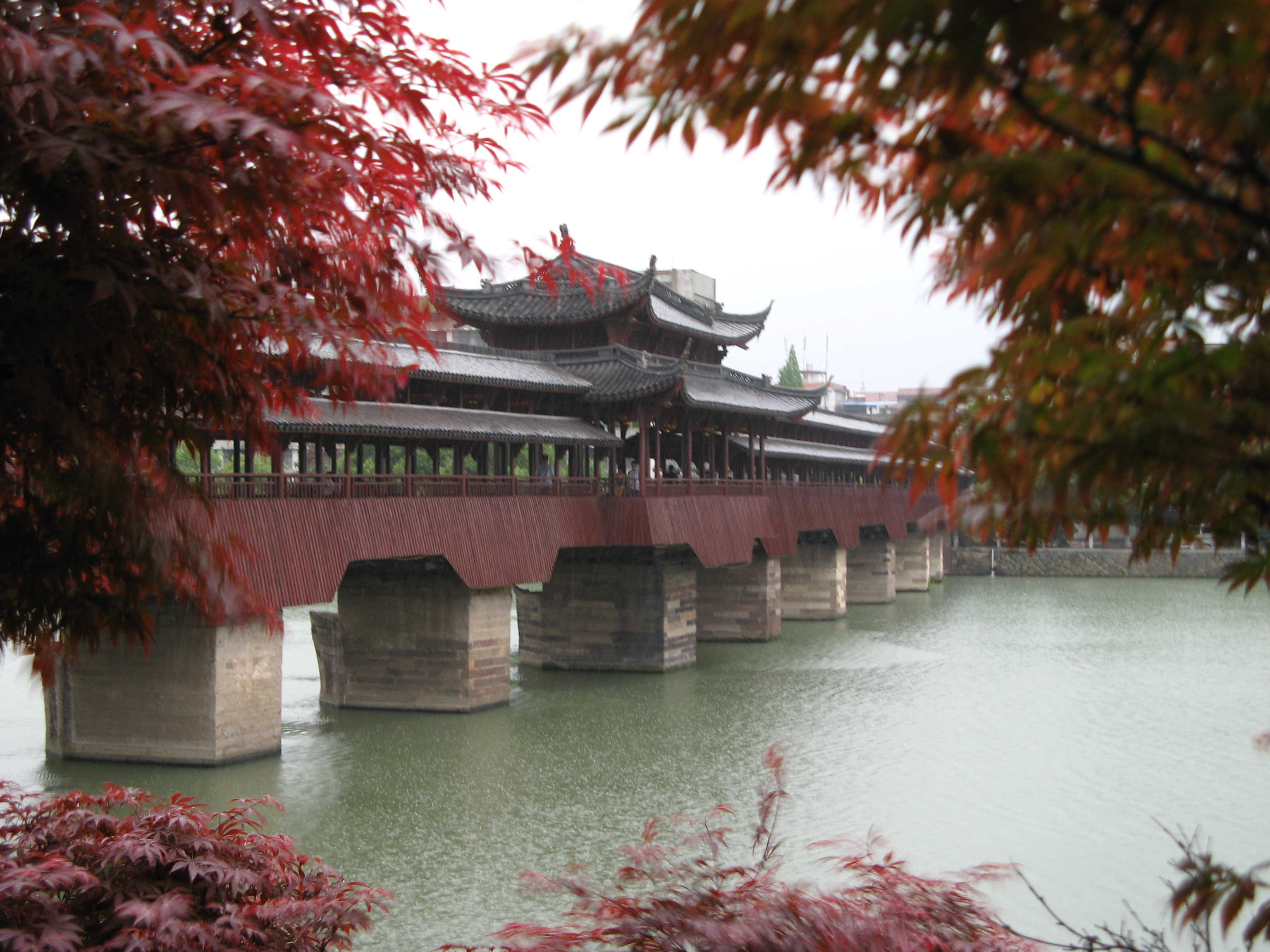
Il ponte di Xijin nella provincia dello Zhejiang, Cina
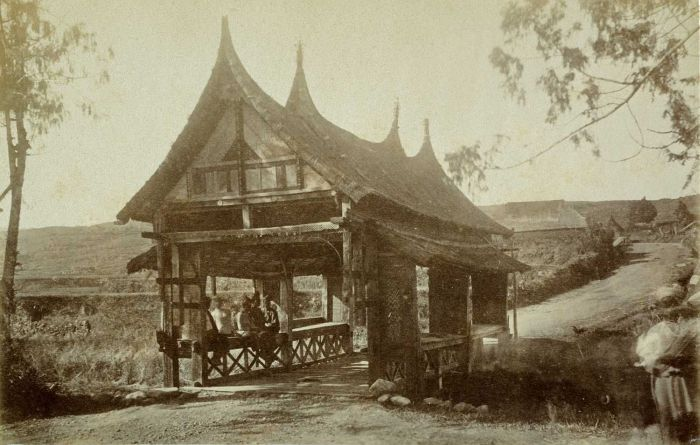
Un ponte coperto in Sumatra Occidentale, Indonesia (1877–1879)
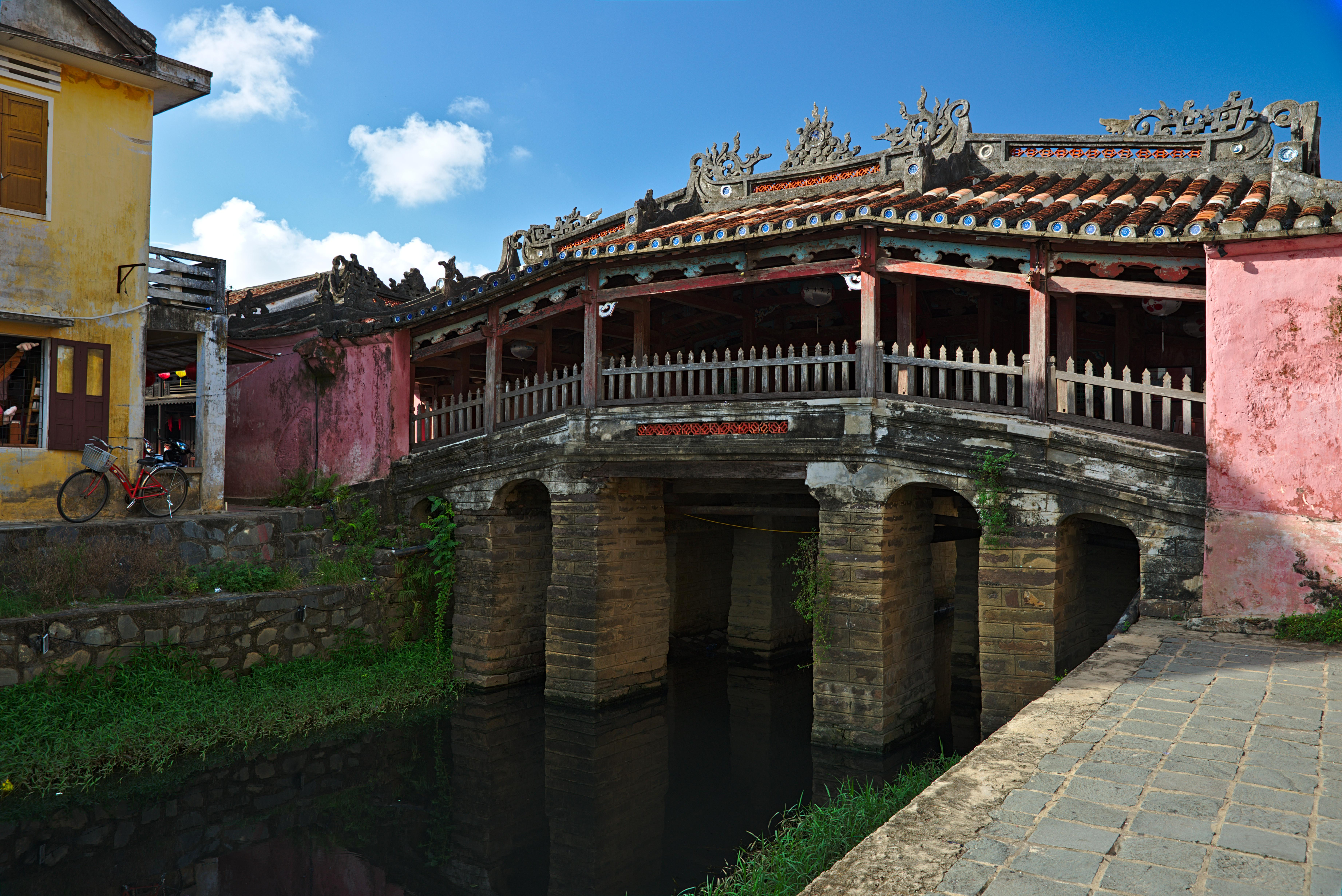
Chùa Cầu, ponte coperto giapponese a Hội An, Vietnam (XVI-XVII secolo)
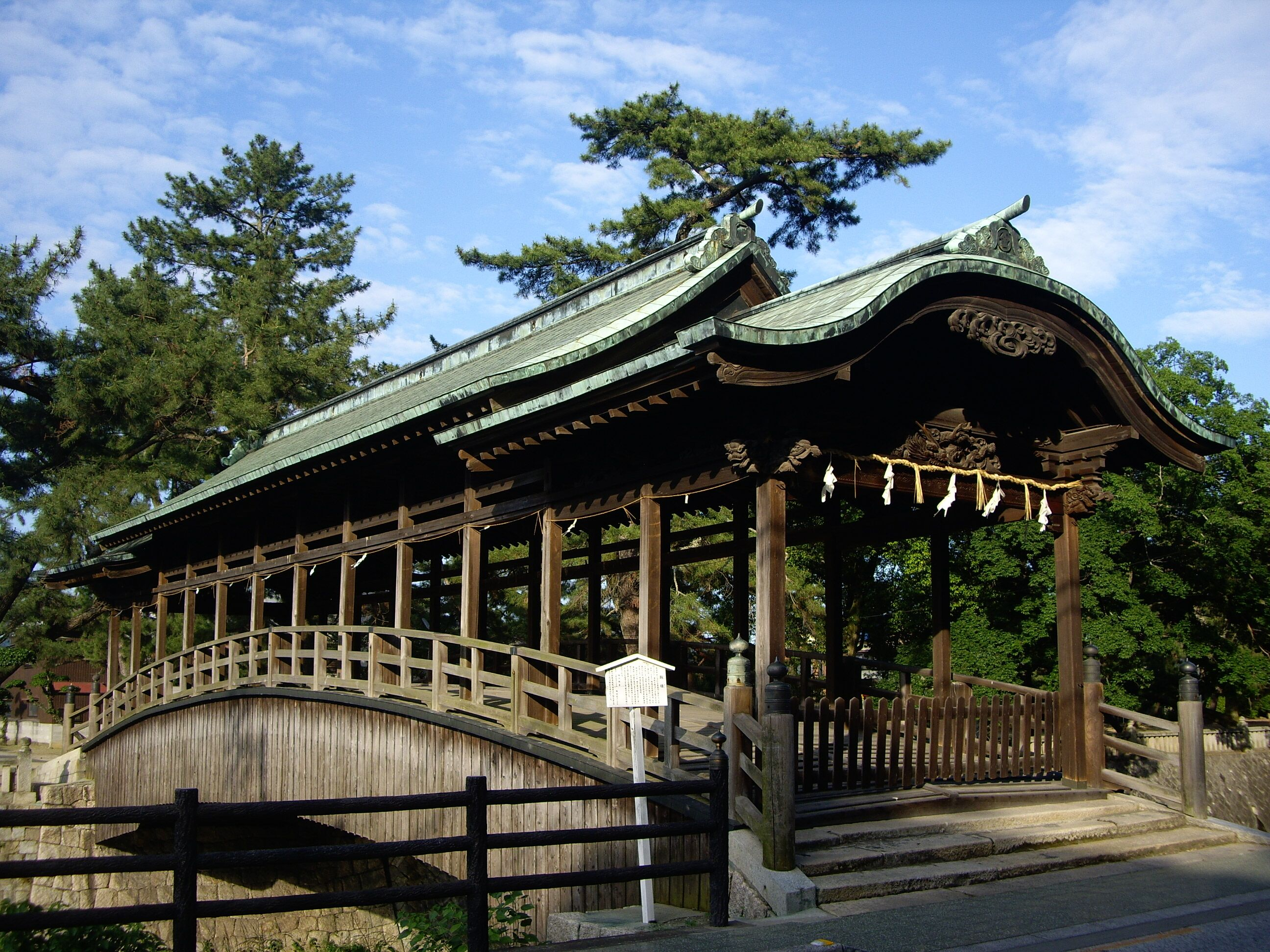
Ponte Saya a Kotohira, Giappone

### Europa
- Germania / Svizzera: ponte coperto a Bad Säckingen, sul fiume Reno, che collega Bad Säckingen, in Germania, a Stein in Svizzera; costruito prima del 1272, fu distrutto e ricostruito più volte.
- La Svizzera ha molti ponti coperti in legno:[11] il ponte sul fiume Muota a Brunnen; il Berner Brücke/Pont de Berne sulla Sarina, vicino a Friburgo; il Kapellbrücke a Lucerna; il ponte sul fiume Limmat a Baden; il ponte coperto di Wettingen; il ponte sul fiume Inn a Nauders.
- Bulgaria: Ponte Coperto di Loveč, sul fiume Osăm a Loveč
- Italia: Ponte Vecchio di Bassano, sul Brenta a Bassano del Grappa; Ponte Coperto di Pavia, sul Ticino.

#### Ponti in legno in Europa

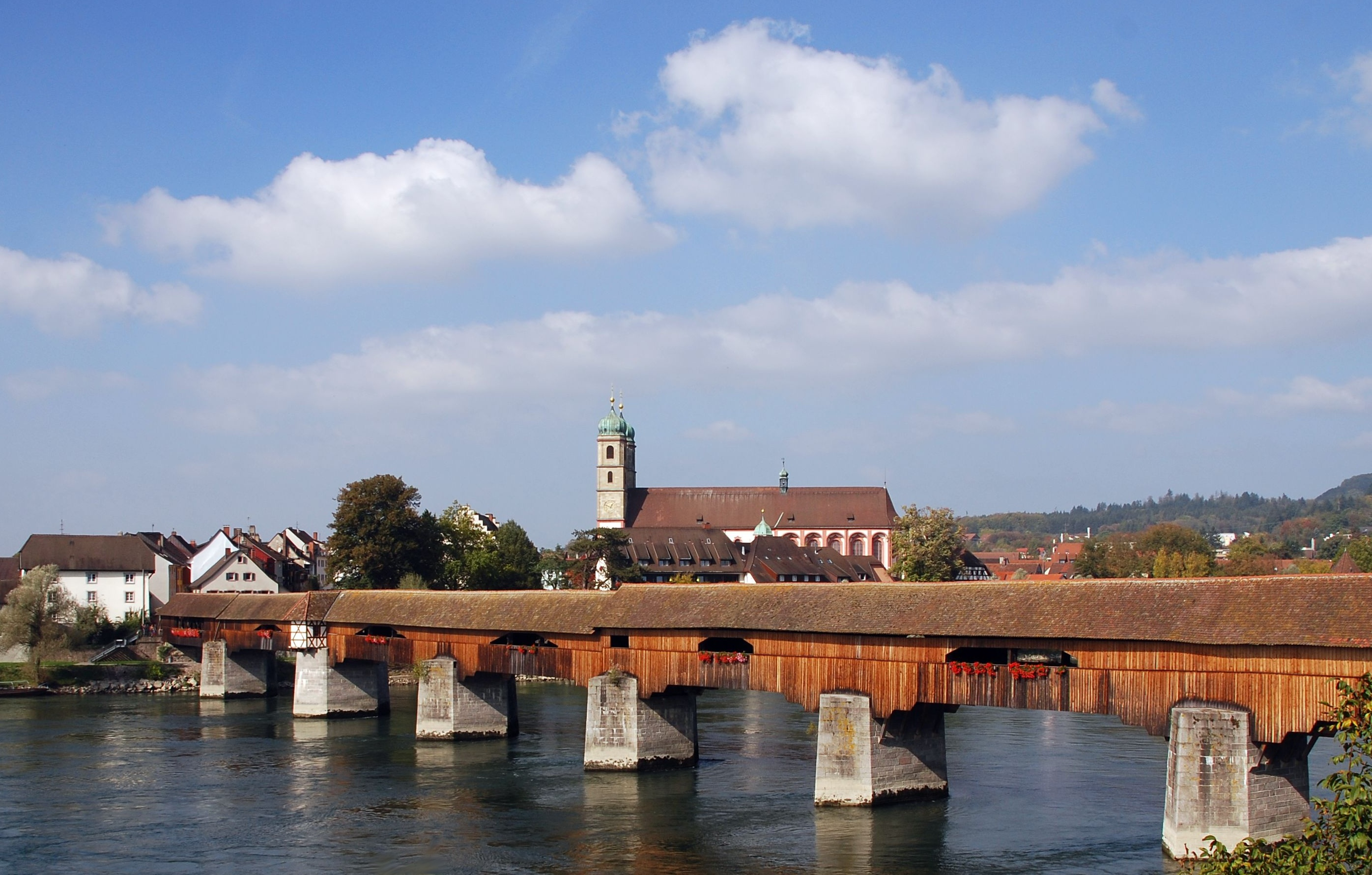
Ponte coperto in legno a Bad Säckingen, nel Baden-Württemberg, Germania
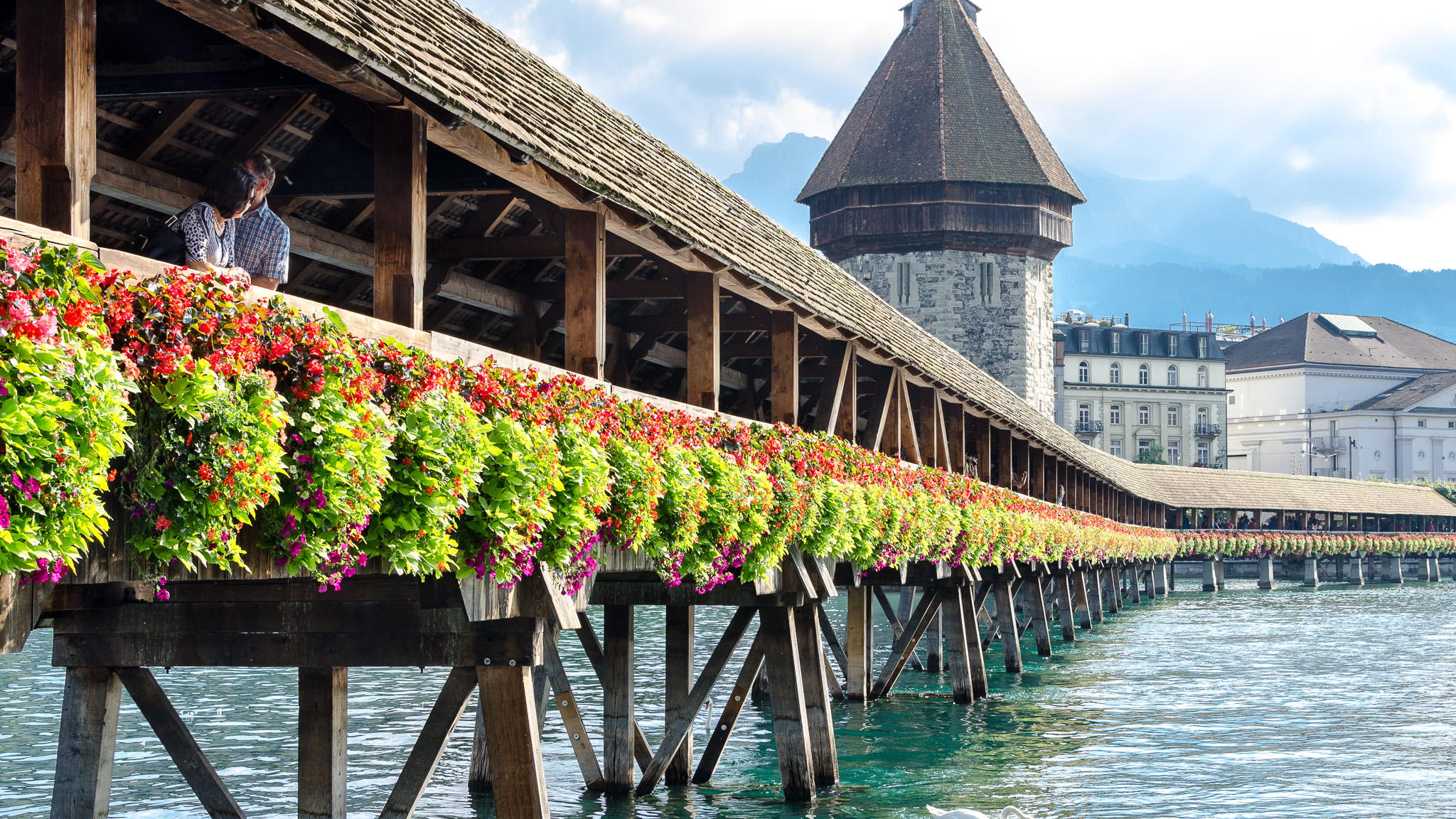
Il Kapellbrücke a Lucerna, Svizzera
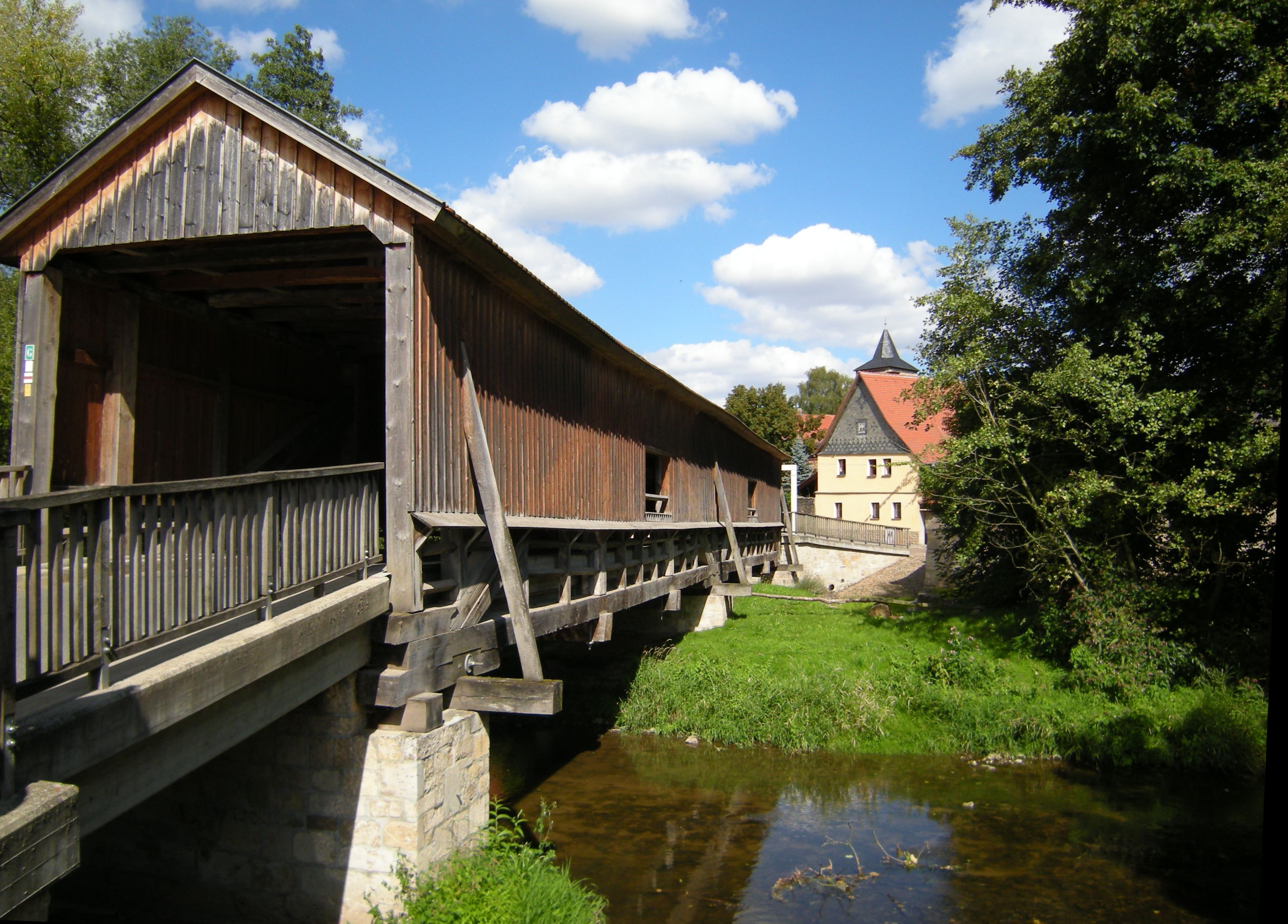
Ponte coperto a Buchfart sul fiume Ilm, in Turingia, Germania
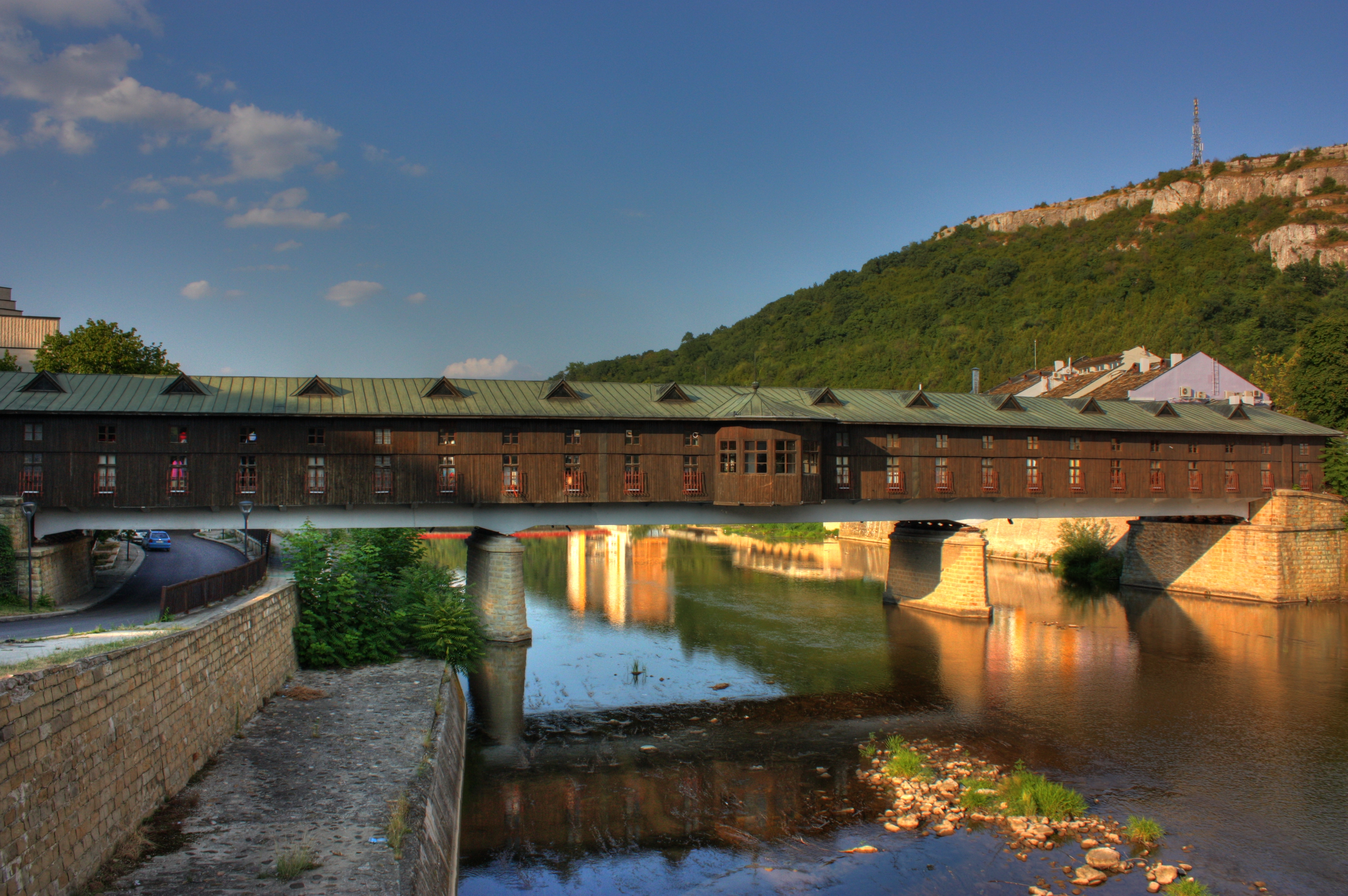
Il Ponte Coperto a Loveč, Bulgaria
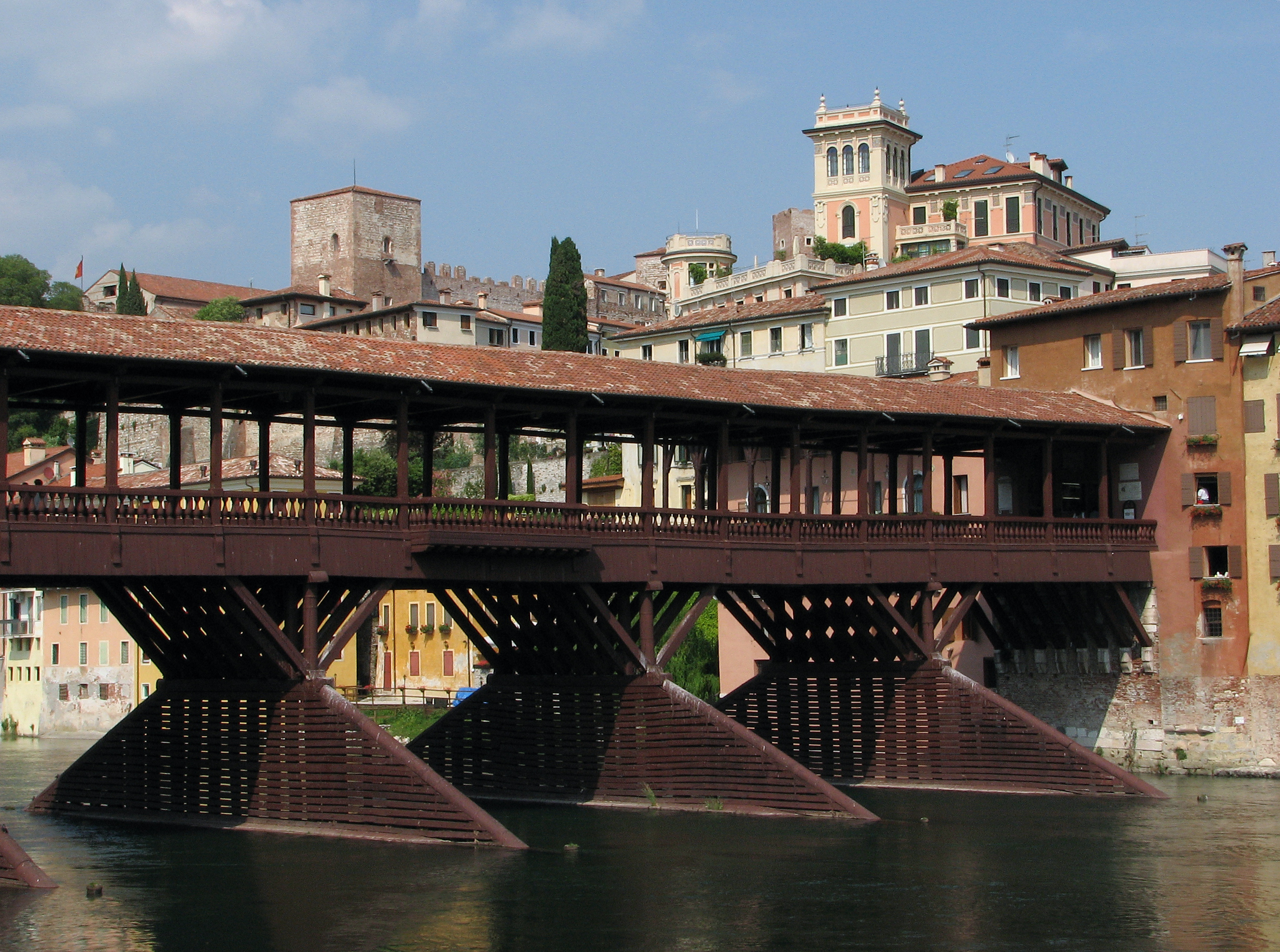
Il Ponte Vecchio o Ponte degli Alpini a Bassano del Grappa, Italia
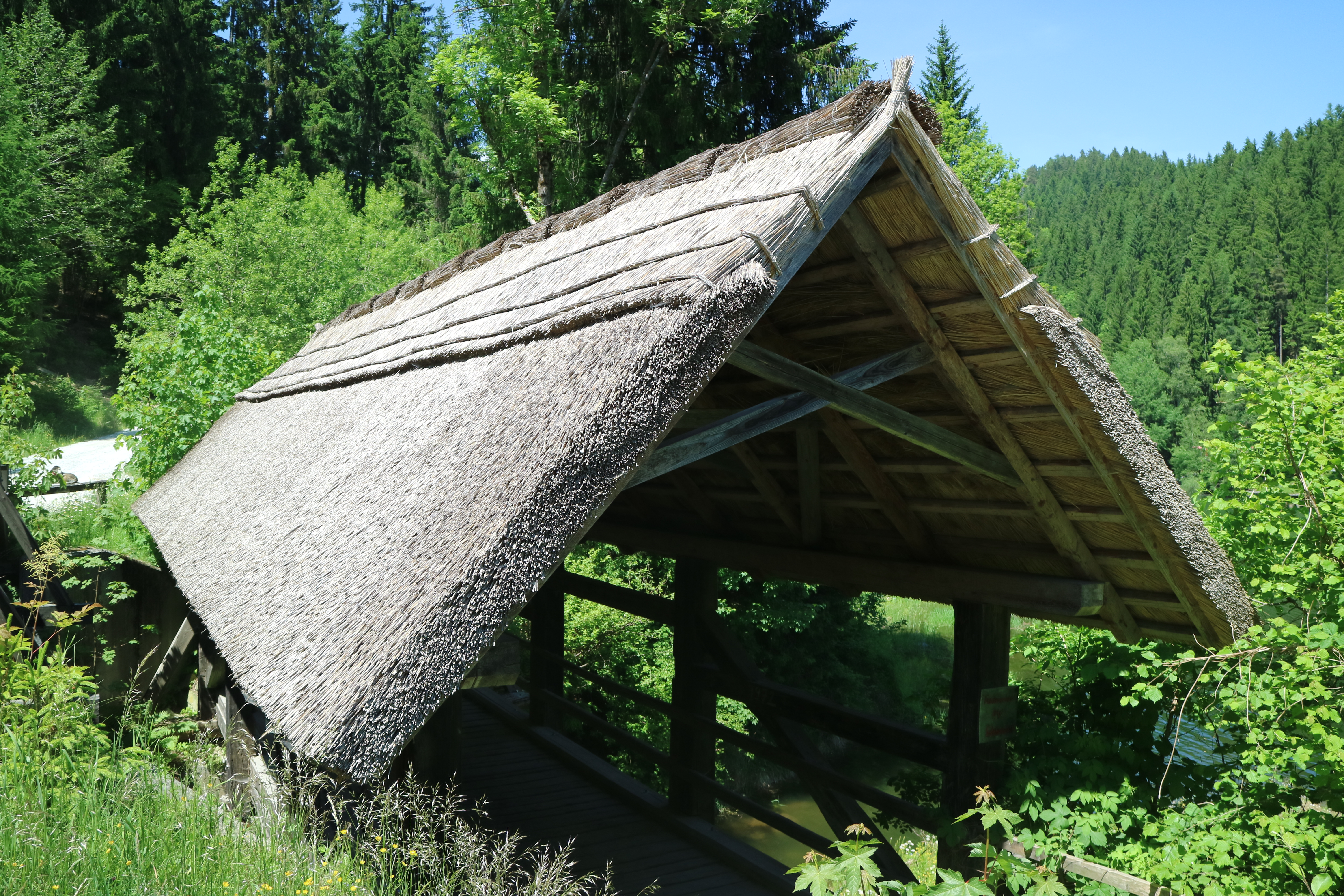
Il "Ponte di paglia" (Ströhberne Brücke), a Edelschrott, in Stiria, Austria
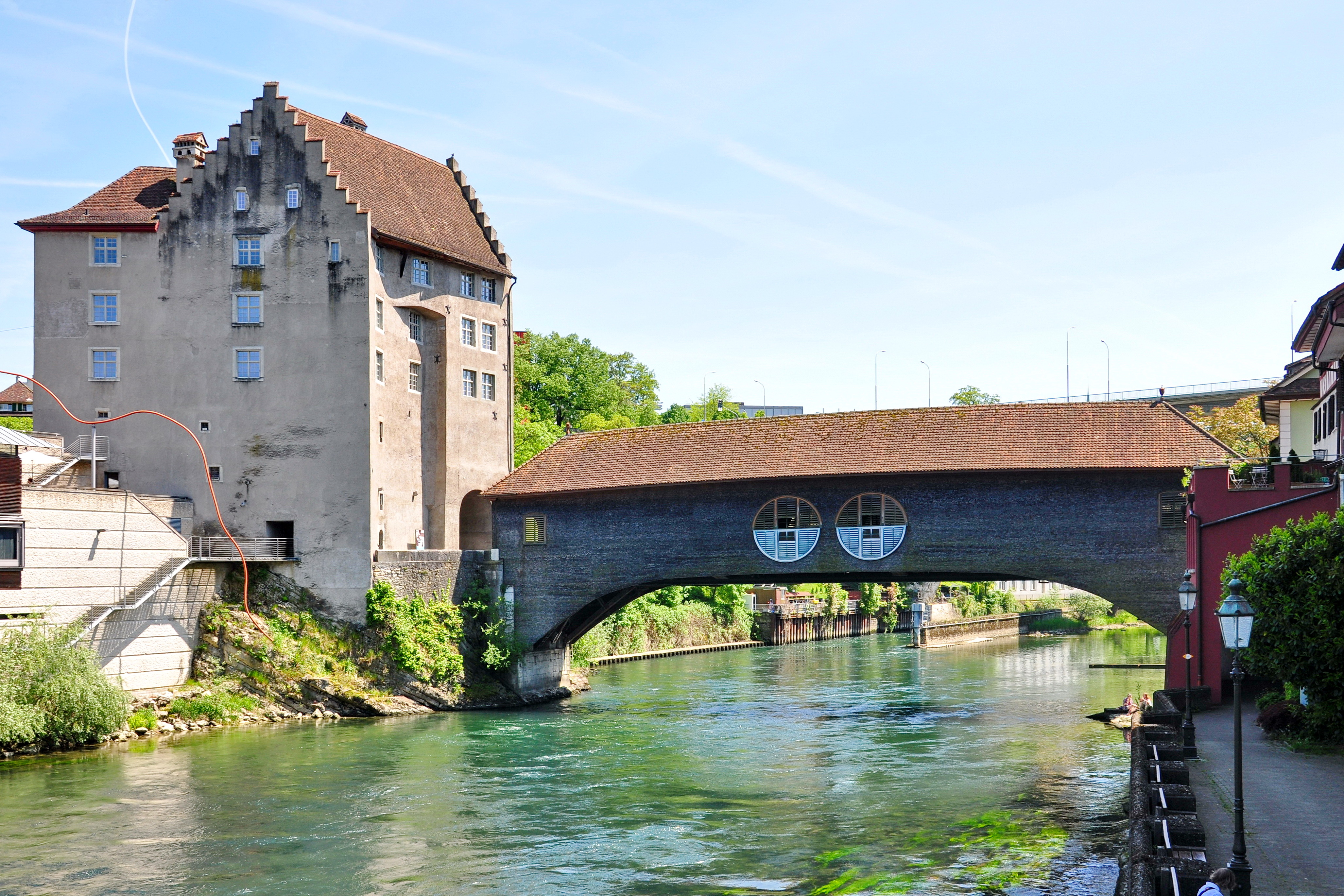
Ponte coperto sul fiume Limmat a Baden, Svizzera
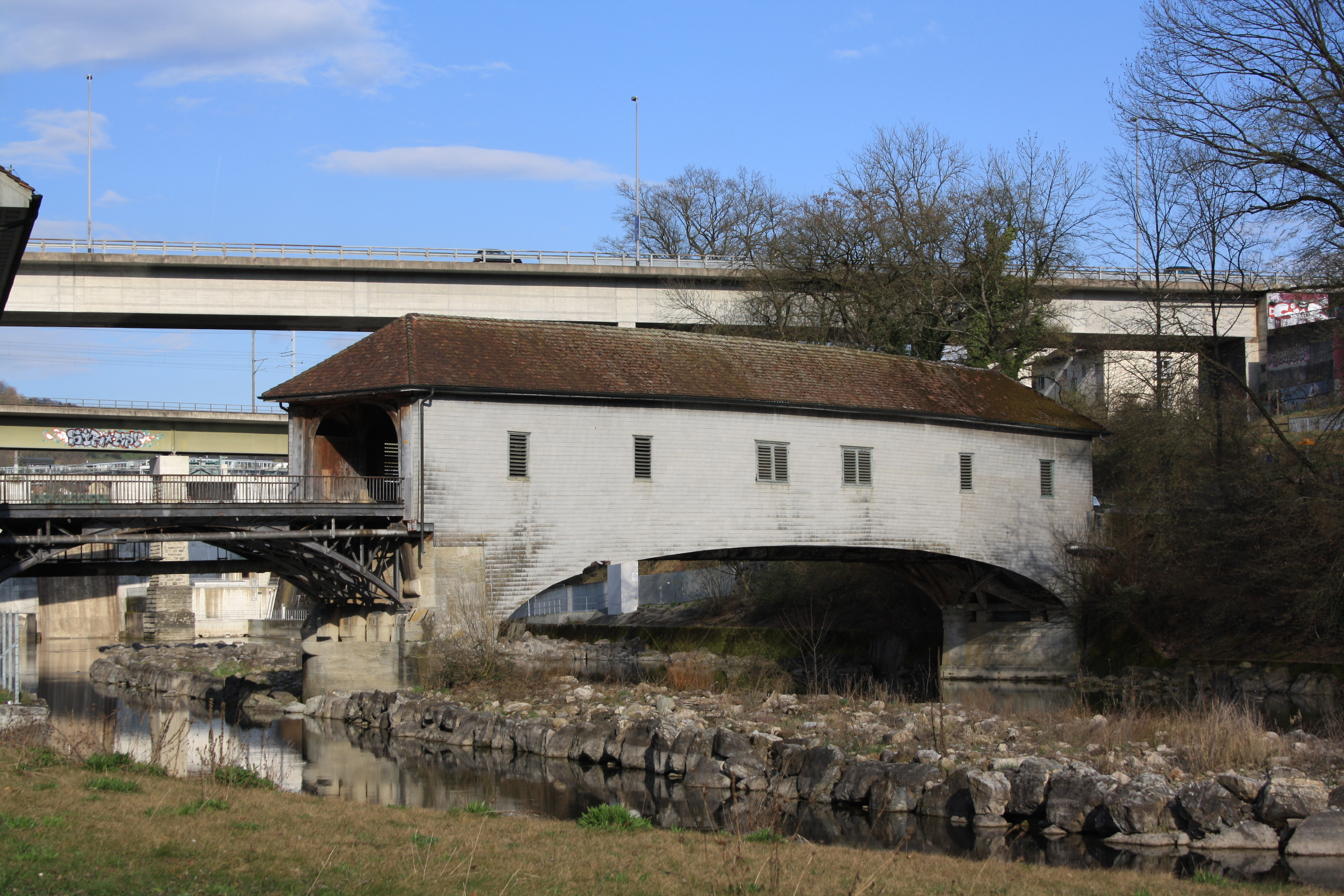
Ponte coperto a Wettingen, Svizzera
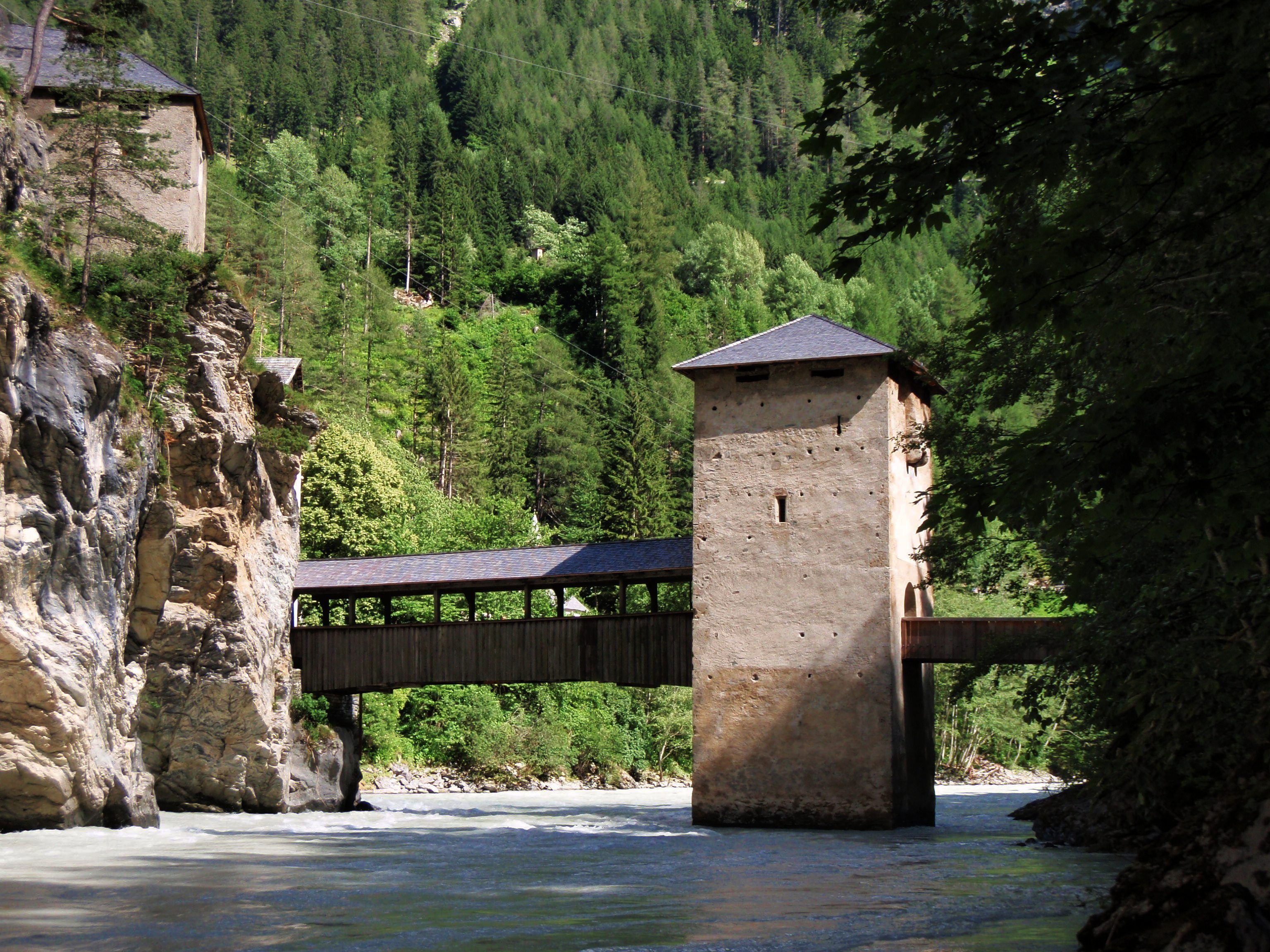
Ponte coperto sul fiume Inn a Nauders, Svizzera

### Nord America
In Canada e negli Stati Uniti I ponti coperti in legno venivano costruiti dalla fine del XVIII secolo fino al tardo XIX, riminescenze dei primi progetti in Germania e in Svizzera. Negli ultimi anni, alcuni venivano costruiti in parte con pietre o metallo, ma le travature venivano ancora fatte di legno; negli Stati Uniti vi furono tre stili: Queen Post, Burr Arch e Town Lattice. 
Centinaia di queste strutture sono ancora in piedi. Esse furono portate all'attenzione del gran pubblico negli anni 1990 con il film I ponti di Madison County.

#### Canada
Lo Hartland Bridge nel Nuovo Brunswick è considerato il più lungo al mondo di questo tipo (1282 piedi, pari a 391 metri).
Nel 1900 Québec, Nuovo Brunswick e Ontario avevano rispettivamente circa 1000, 400 e 5 ponti coperti. Negli anni 1990 nel Québec ne erano rimasti 98, 62 nel Nuovo Brunswick, uno nell'Ontario, il West Montrose Covered Bridge. Tra il 1969 e il 2015 i ponti coperti rimasti in Canada passarono da 400 a meno di 200.

#### Fotografie di ponti coperti in Canada

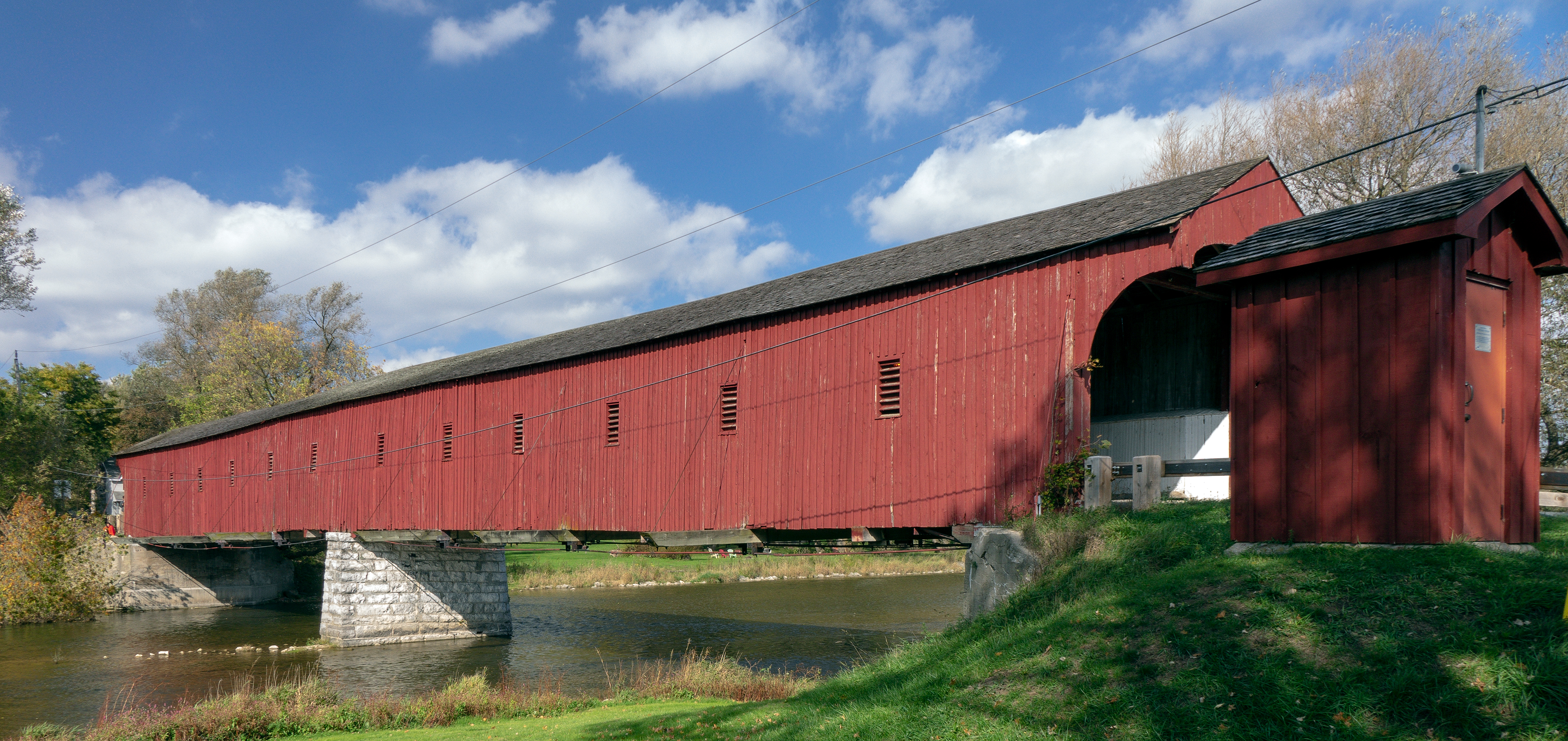
Il ponte coperto a West Montrose nell'Ontario, ottobre 2018
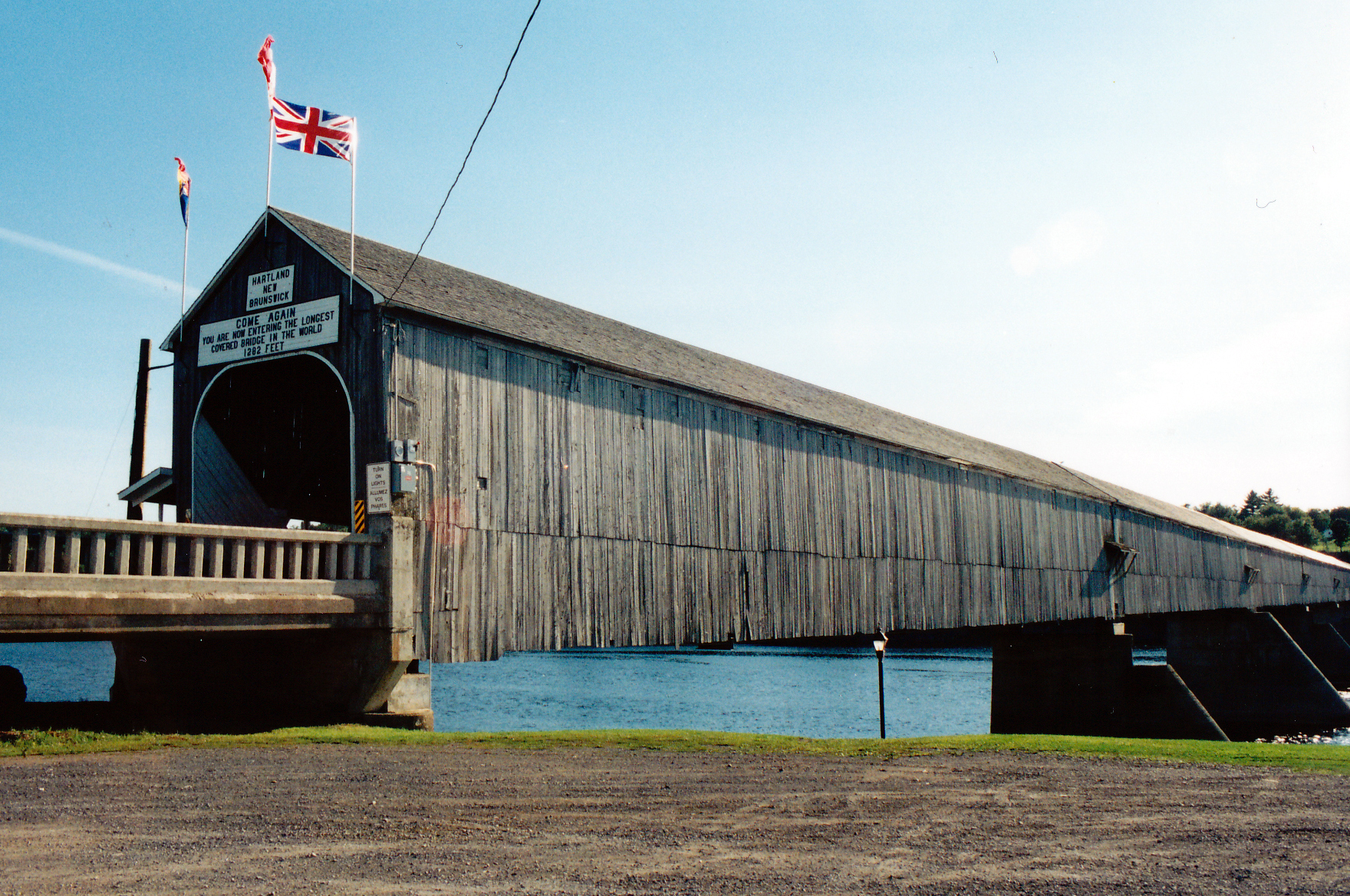
Ponte coperto di Hartland, nel Nuovo Brunswick

#### Stati Uniti
Secondo Covered Bridges Today di Brenda Krekler, una volta esistevano negli Stati Uniti 12000 ponti coperti, ma questo numero è calato a soli 1500 negli anni 1950. La National Society for the Preservation of Covered Bridges (Società nazionale per la conservazione dei ponti coperti) fu costituita nel 1950, e la Federal Highway Administration (FHWA) incoraggia il mantenimento dei ponti coperti con il suo Covered Bridge Manual. Nel 2018 ne sopravvivevano negli Stati Uniti meno di un migliaio .
Oggi ne esistono in molti stati:
- Alabama – 17 esistenti al netto di quelli che dovranno essere eliminati
- California – nel 2002 ne furono censiti 11[24] compreso uno a Knight's Ferry[25]
- Connecticut – Due ponti coperti attraversano il fiume Housatonic nella contea di Litchfield e un altro il fiume Salmon nella contea di Middlesex.
- Delaware – tre ponti rimangono nella contea di New Castle.
- Georgia – 16 esistenti
- Illinois – 5 ne rimangono nello Stato, il più importante è il Red Covered Bridge, a nord di Princeton[26]
- Indiana – Nel 1980 si annoveravano in Indiana 130 ponti coperti esistenti, con il numero più alto (36) nella contea di Parke.[27].
- Iowa – 9 ne rimangono, sui 19 che ne furono costruiti nello Iowa tra il 1855 e il 1885; cinque dei rimasti sono nella contea di Madison intorno a Winterset.[28]
- Kentucky – Ne esistono ancora 13 sui 700 costruiti in passato. 12 di loro sono aperti al pubblico e uno si trova su una proprietà privata; sono tutti elencati nel Registro Nazionale delle località storiche.[29]
- Maine – 9 sono quelli più significativi rimasti
- Maryland – a luglio 2014 ne rimanevano 6[30]
- Michigan – 8 sono i più importanti rimasti
- Missouri – 4 sono rimasti su una trentina costruiti nel XIX secolo
- Minnesota – 23 ne sono rimasti[31]
- Massachusetts – 5 sono i più significativi rimasti
- New Hampshire – Una volta i ponti coperti dello New Hampshire erano circa 400,[32] ma alla fine del XX secolo ne rimanevano ancora soltanto circa una settantina.[33] Nel 2006 si calcola che ne siano rimasti 54, amministrati dal Dipartimento dei Trasporti dello New Hampshire, tra i quali il più famoso è il Cornish–Windsor Covered Bridge (1866), che attraversa il fiume Connecticut collegando Cornish a Windsor nel Vermont; è il ponte coperto in legno più lungo degli Stati Uniti.[32].
- New Jersey – Il New Jersey era arrivato ad avere 35 ponti coperti, ma molti di questi furono distrutti o danneggiati da varie piene e ricostruiti con travature metalliche.[34] Oggi ne rimangono due, il Green Sergeant's Covered Bridge - XIX secolo e lo Scarborough Bridge, del 1959.[34]
- New York – La New York Society of Covered Bridges, ne elenca 24 come rimanenti
- Carolina del Nord – Ne rimangono 2: il Pisgah e il Bunker Hill[35]
- Ohio – 142 rimanenti, il secondo numero più alto fra tutti gli stati, su 4000 esistenti al momento in cui se ne contarono di più.[36]
- Oregon – 50 rimanenti.
- Pennsylvania – ne rimangono 219, il numero più alto per singolo stato.[36]
- Rhode Island[37] – Ne rimane uno, lo Swamp Meadow Bridge, a Foster, contea di Providence.
- Carolina del Sud – Ne rimane uno solo, il Campbell's Covered Bridge nella contea di Greenville.[38]
- Tennessee – al 1980 ne rimanevano quattro[39]
- Vermont – Nel 1966 ne rimanevano 106[40]
- Virginia – Ne rimangono 7
- Washington – Ne rimangono molto pochi[41] e non tutti accessibili al pubblico.
- Wisconsin – Ne rimane solo uno, il ponte coperto di Cedarburg.[42][43] Ce ne sarebbe veramente anche un altro, lo Smith Rapids Covered Bridge, a Park Falls, ma esso fu costruito nel 1991.[44]
- Virginia Occidentale – 17 ne sono rimasti, tutti costruiti prima del 1870.

## Altri ponti coperti
Il termine di "ponte coperto" viene utilizzato anche per ogni ponte che gode di una copertura, indipendentemente dai motivi che l'hanno voluta (alcuni degli esempi qui riportati sono anche di "ponti abitati"). Ad esempio:
- Il Ponte Coperto di Loveč in Bulgaria la cui copertura non ha motivi strutturali ma quello di sistemarvi dei negozi;
- Il Ponte Vecchio di Firenze, a Firenze, sul fiume Arno, con motivazioni analoghe al precedente;
- Il Ponte Vecchio di Bassano, sul Brenta a Bassano del Grappa;
- Il Ponte Coperto di Pavia, a Pavia, sul fiume Ticino;
- Un ponte pedonale coperto è in genere un ponte che unisce due fabbricati scavalcando una via o un canale. Destinato ai pedoni, è coperto per proteggerli dalle intemperie. Casi del genere sono:
  - Il Bridge of Sighs (Ponte dei sospiri) di Cambridge, in Inghilterra, che attraversa il fiume Cam, unente due fabbricati appartenenti al St John's College, progettato dall'architetto Henry Hutchinson e costruito nel 1831
  - Il Bridge of Sighs di Oxford, in Inghilterra, che unisce due parti dello Hertford College, scavalcando la New College Lane.
  - Ponte di Rialto, a Venezia, sul Canal Grande, che univa due parti della città
  - Il Ponte dei Sospiri, a Venezia, in pietra bianca. Collega il palazzo Ducale, dove veniva amministrata la giustizia, al palazzo delle prigioni.

## I ponti coperti nella cultura di massa
I ponti coperti sono popolari nel folklore e nella finzione:
- I ponti coperti del Nord America ricevettero fama a seguito del successo del romanzo del 1992 I ponti di Madison County, di Robert James Waller, e dell'omonimo film che ne fu tratto, interpretato da Meryl Streep e Clint Eastwood. Il ponte in questione era il Ponte coperto Roseman di Winterset, nello Iowa.
- Un ponte coperto gioca un ruolo determinante nella novella di Edgar Allan Poe, Mai scommettere la testa col diavolo.
- Un ponte coperto è parte importante della trama dei film-commedia del 1988 Beetlejuice, diretto da Tim Burton, e Funny Farm, diretto da George Roy Hill
- Il Ponte Coperto di Pavia compare frequentemente nel film di Alberto Lattuada, Il cappotto, protagonista Renato Rascel
- Il Ponte Vecchio di Bassano compare nel film di Ettore Scola, Il commissario Pepe, protagonista Ugo Tognazzi

### Fotografie di ponti coperti negli Stati Uniti

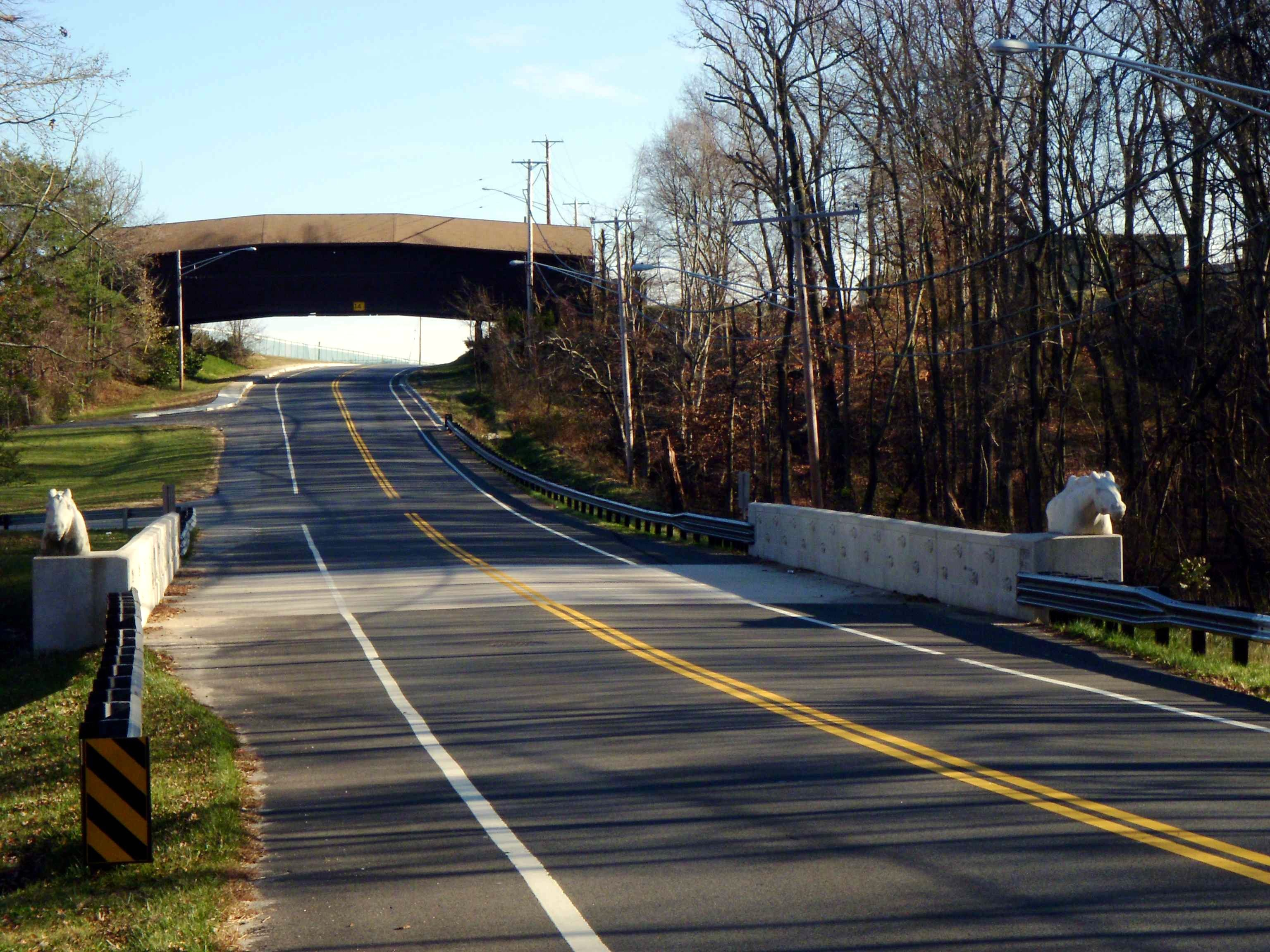
Ponte coperto a Bowie Race Track
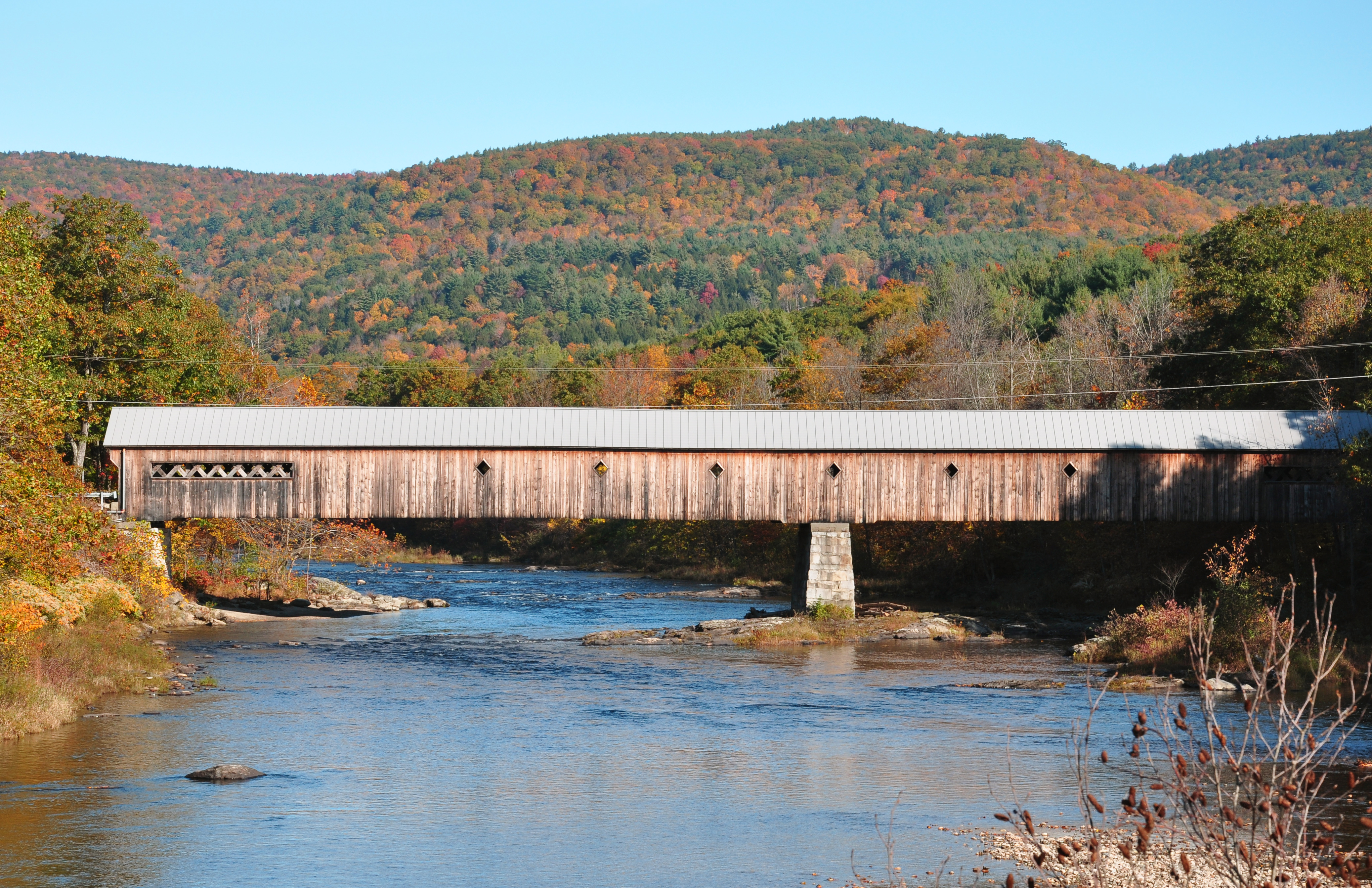
Ponte coperto sul West River a Dummerston, nel Vermont
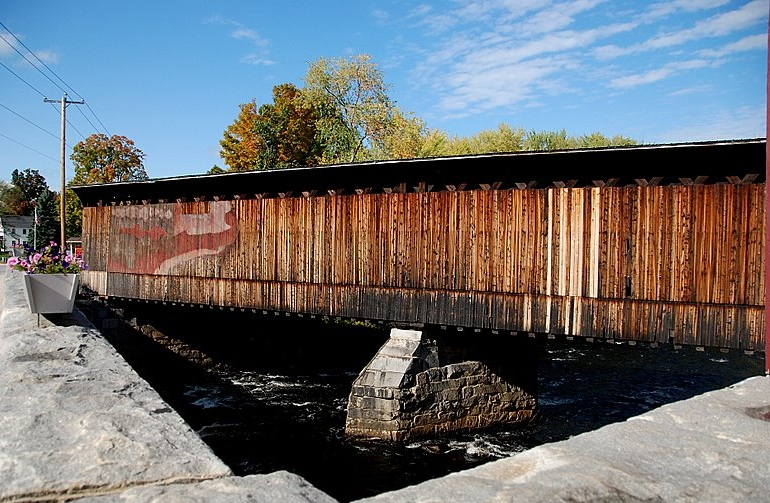
Il più vecchio ponte coperto ferroviario degli Stati Uniti (Contoocook Bridge) si trova a Hopkinton nel New Hampshire.
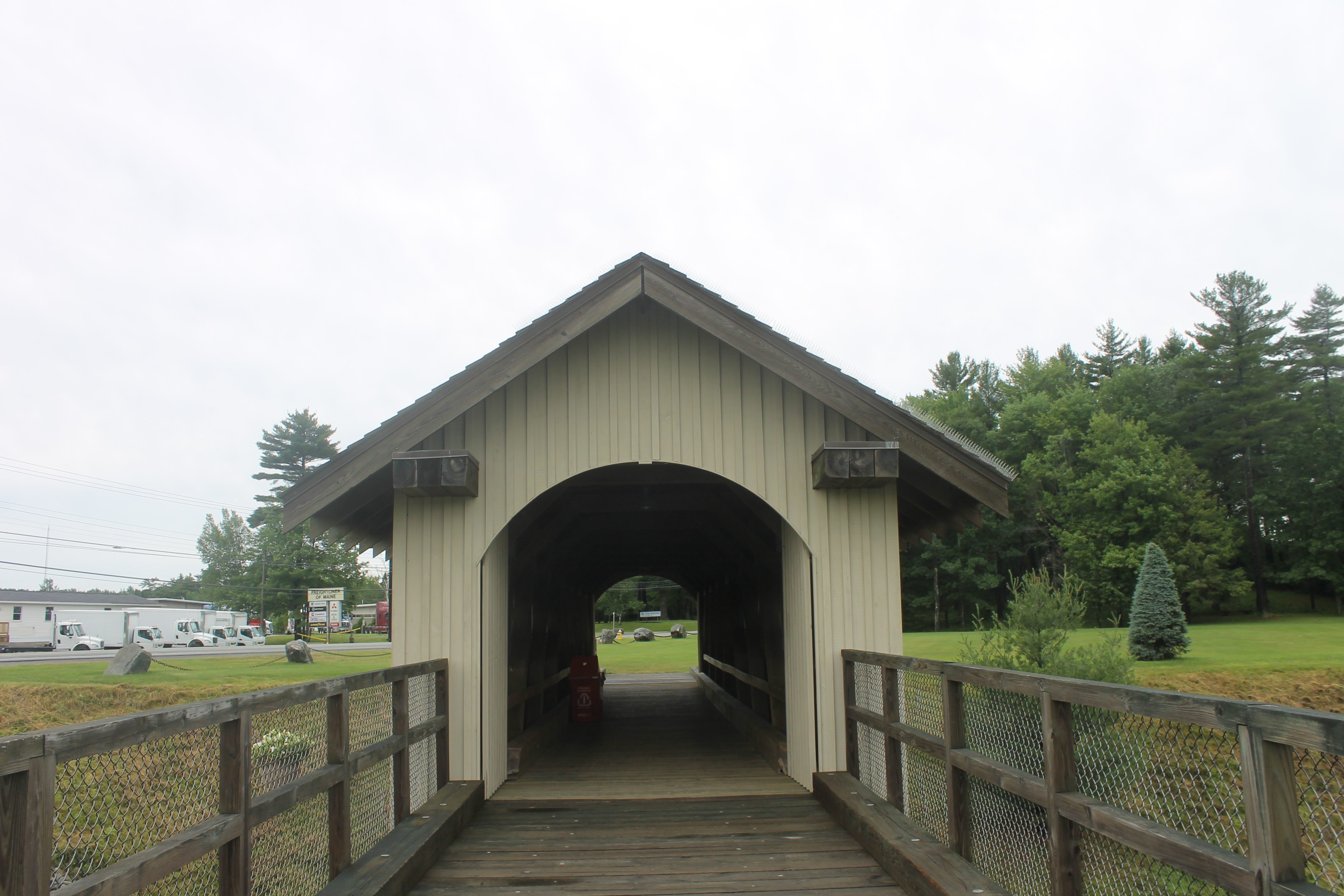
Ponte coperto nel Museo dei Trasporti di Cole Land a Bangor, Maine
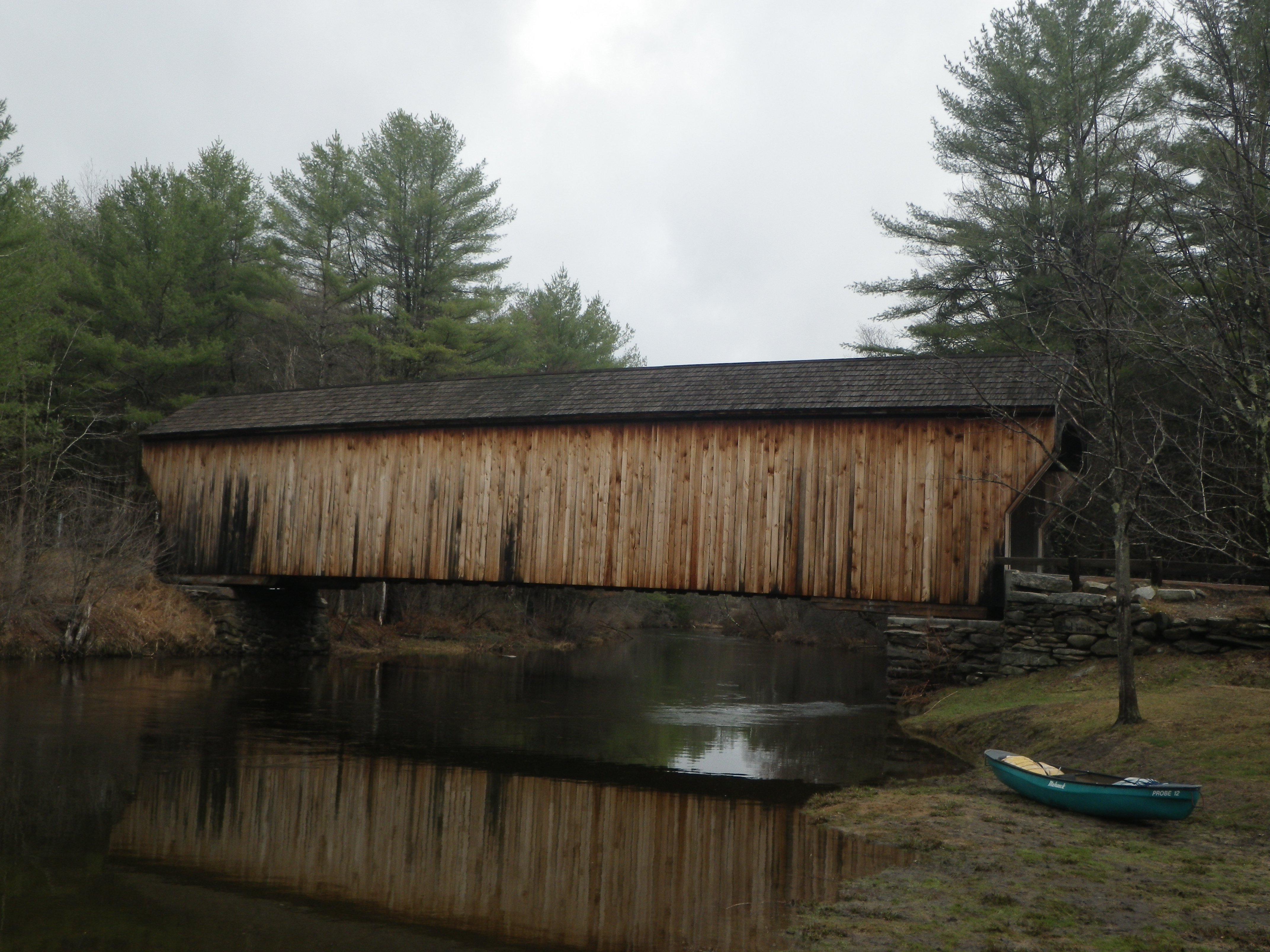
Ponte coperto Corbin, sul ramo nord del Sugar River dove questo confluisce nel ramo principale del fiume a Newport nel New Hampshire
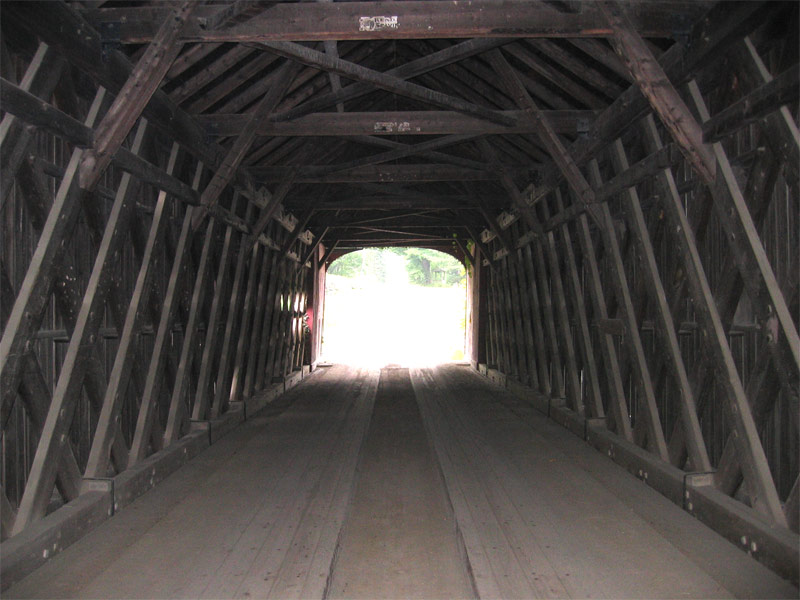
Struttura interna del ponte in lattice sul Green River a Guilford, nel Vermont
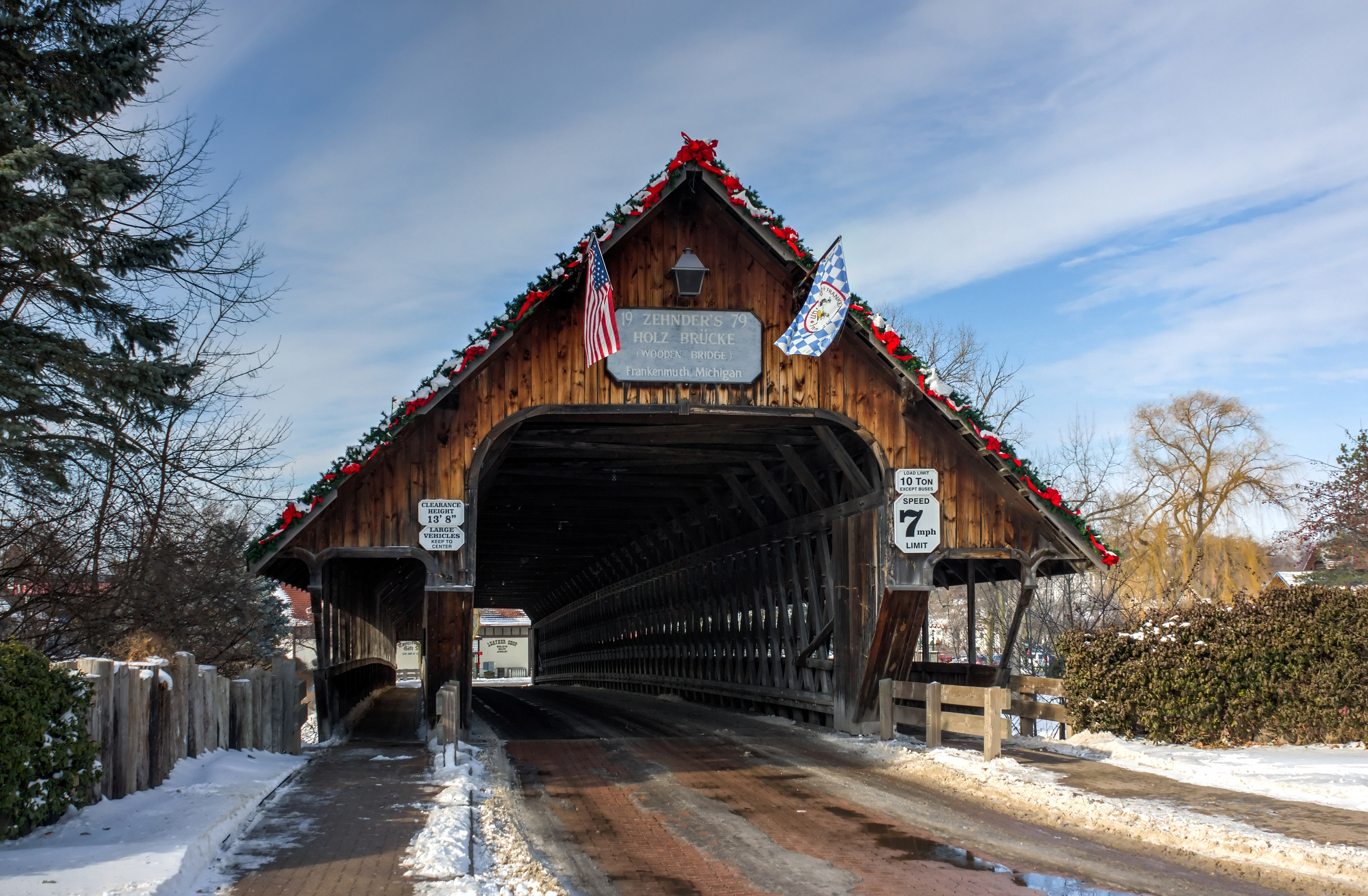
Ingresso al ponte coperto di Frankenmuth nel Michigan
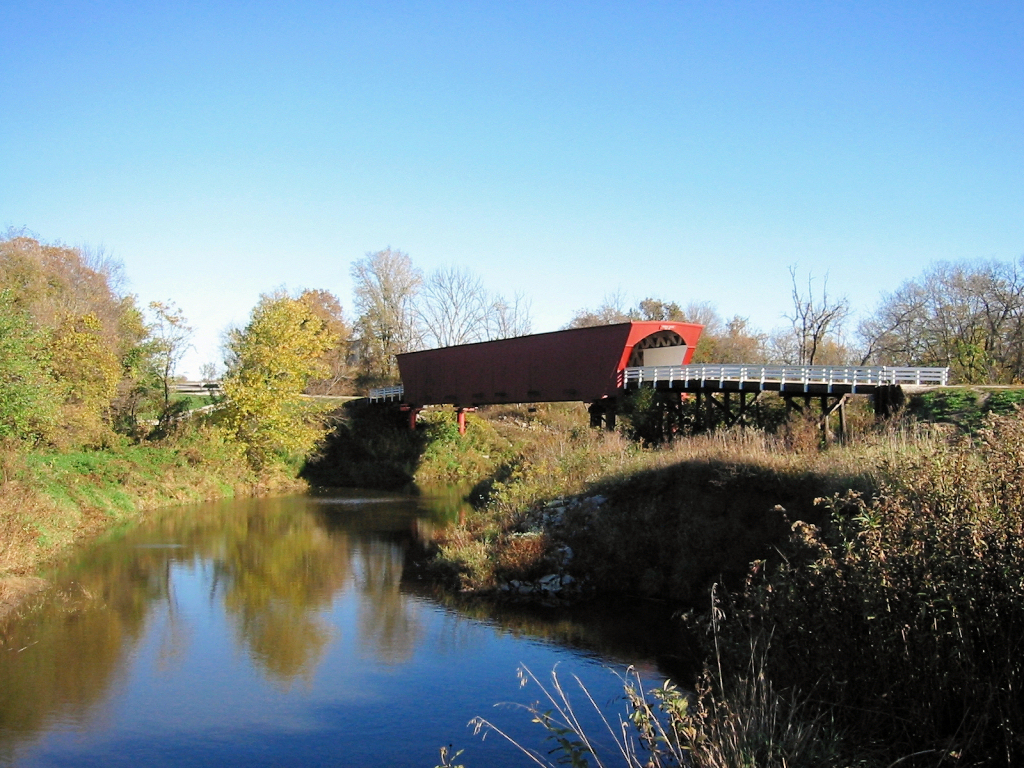
Ponte coperto Roseman, sul Middle River, nella contea di Madison, Iowa
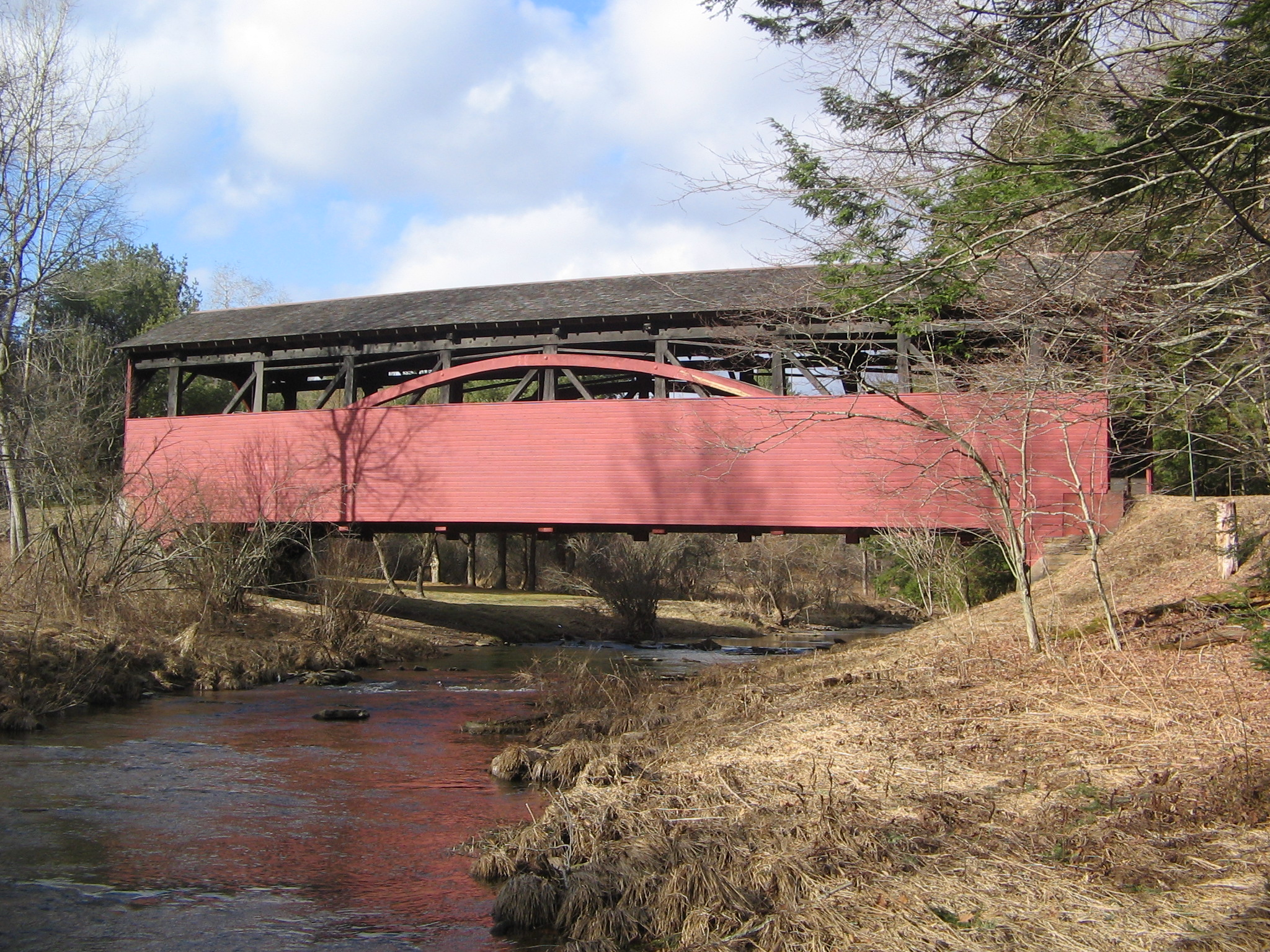
Il ponte coperto di Cogan House sul Larrys Creek in Pennsylvania, contea di Lycoming